# NGC 7191
NGC 7191 ist eine Balken-Spiralgalaxie mit ausgedehnten Sternentstehungsgebieten vom Hubble-Typ SBc im Sternbild Indianer am Südsternhimmel. Sie ist schätzungsweise 127 Millionen Lichtjahre von der Milchstraße entfernt und hat einen Durchmesser von etwa 65.000 Lichtjahren. Gemeinsam mit NGC 7192, NGC 7179, NGC 7219 und PGC 68473 bildet sie die kleine NGC 7192-Gruppe (LGG 452).
Im selben Himmelsareal befinden sich u. a. die Galaxien NGC 7179, NGC 7192, NGC 7199, IC 5165.
Das Objekt wurde am 22. Juni 1835 von John Herschel entdeckt.